# 최종찬
최종찬(崔鍾璨, 1950년 3월 15일 ~ )은 대한민국의 경제관료이다. 제10회 행정고시에 합격한 후, 재정경제원 경제정책국장, ASEM 준비기획단 사업추진본부 본부장, 기획예산처 차관, 대통령비서실 정책기획수석비서관을 거쳐, 2003년에 제11대 건설교통부 장관으로 임명되었다. 이후 서울대학교 행정대학원 초빙교수를 지냈다.

## 학력
- 펜실베이니아 대학교 경영대학원 경영학 석사
- 서울대학교 상과대학 무역학과
- 경복고등학교